# Leżenice
Leżenice is een plaats in het Poolse district  Kozienicki, woiwodschap Mazovië. De plaats maakt deel uit van de gemeente Głowaczów en telt 220 inwoners.